# سیارک ۲۸۴۵
سیارک ۲۸۴۵ (به انگلیسی: 2845 Franklinken، نامگذاری:1981OF) دو هزار و هشتصد و چهل و پنجمین سیارک کشف شده‌است که در ۲۶ ژوئیه ۱۹۸۱ کشف شد.
قدر مطلق سیارک برابر ۱۳٫۴۰ است.